# Siracusa Calcio (2013)

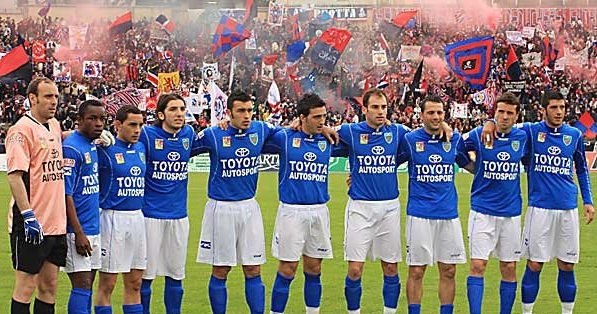
Team van 2008

Siracusa Calcio is een Italiaanse voetbalclub uit de stad Syracuse, Sicilië.
De eerste voetbalclubs uit Syracuse werden opgericht door Engelse zeelieden; Ortigia 1907, Esperia en Insuperabile waren de eerste clubs. Wielrennen bleef een populairdere sport en de voetbalclubs bereikten niet veel.
Op 1 april 1924 werd dan Gruppo Sportivo Tommaso Gargallo opgericht door twee mannen die in het leger zaten. De club begon in de derde klasse en veranderde de nam in AC Siracusa.
In 1945/46 promoveerde de club naar de Serie B waar zeven opeenvolgende seizoenen gespeeld werden. Na degradatie naar amateurcompetities keerde Siracusa in 1970/71 terug naar de Serie C. In 1978/79 won de club de beker van de Serie C, datzelfde seizoen plaatste de club zich voor de nieuw opgericht Serie C1 en speelde daar twee seizoenen. In 1988 promoveerde de club opnieuw. Ondanks financiële problemen promoveerde de club bijna naar de Serie B in 1994/95, maar verloor in de eindronde van US Avellino. Hierna kon de club het financieel niet meer aan en werd opgeheven. Een plaatselijk team U.S. Marcozzi Siracusa 1956 dat in de regionale competitie Promozione speelde veranderde nu de naam in US Siracusa en werd zo het eerste team van de stad. In 1999 promoveerde de club naar de Serie D maar kon niet standhouden. In 2002 keerde de club terug en probeerde sindsdien, zonder succes, zich te plaatsen voor de Serie C2.
In 2013 werd de club heropgericht na de verhuizing naar Syracuse. In 2016 nam de club haar huidige naam aan. 

## Bekende ex-spelers
- David Balleri
- Leonardo Colucci
- Marco Giampaolo
- Pasquale Marino